# دليك (ثمرة)

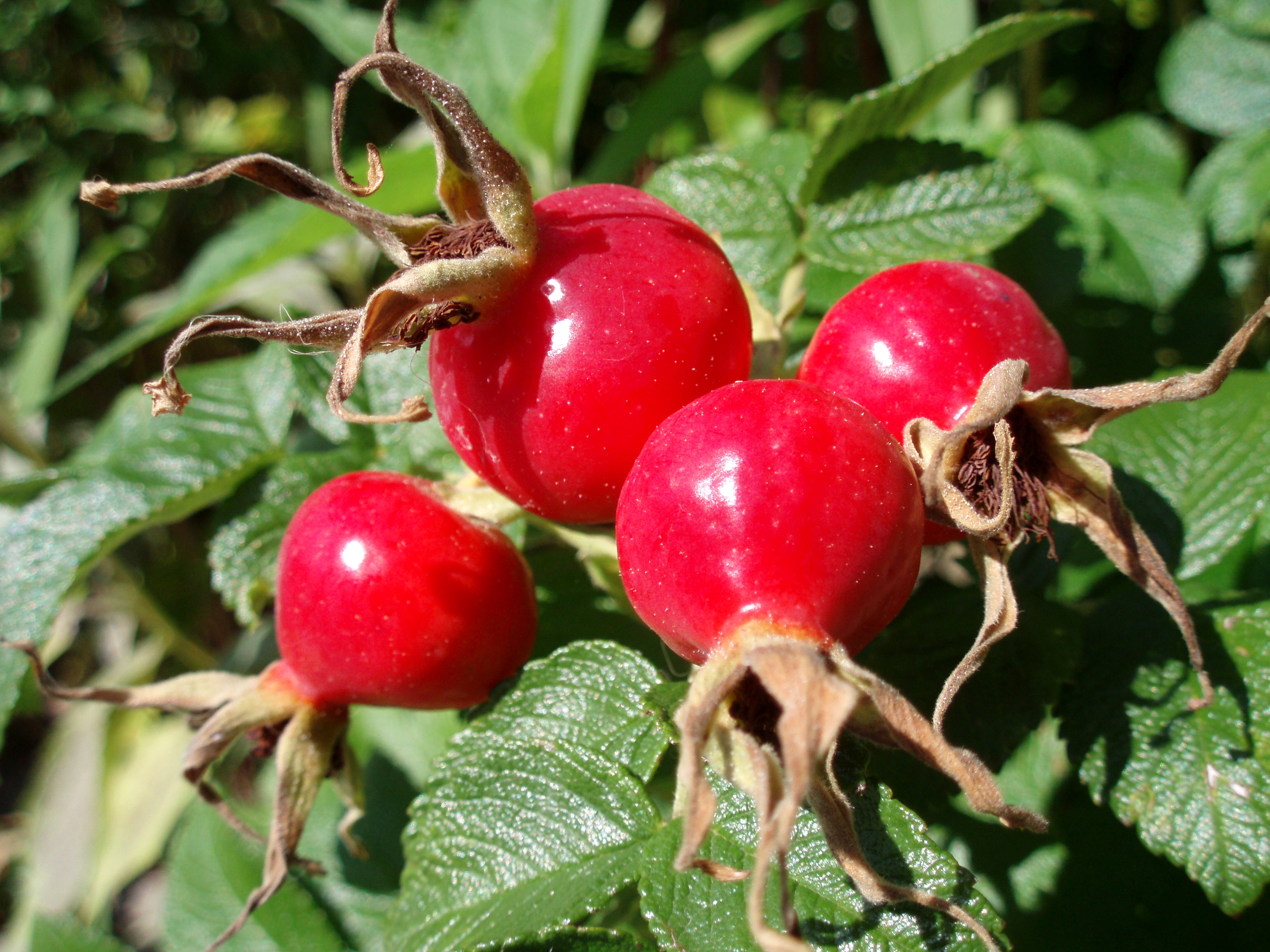
ثمار الورد الخشن

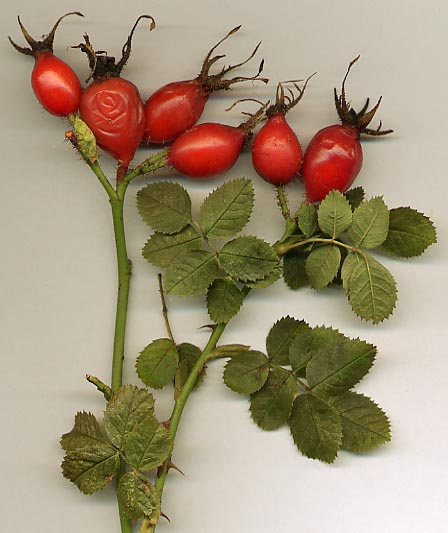
دليك النسرين

نسرين، ورد السياج أو الدَّليك أو ثمر الورد البري هو ثمرة ملحقة لأنواع مختلفة من نبات الورد. عادة ما تكون حمراء إلى برتقالية ولكنها تراوح من الأرجواني الداكن إلى الأسود في بعض الأنواع. يبدأ الدليك في التكون بعد تأبّر الأزهار في الربيع أو أوائل الصيف وتنضج في أواخر الصيف حتى الخريف.

## التكاثر
يتكاثر الورود بوساطة الدليك عن طريق إزالة الفقير التي تحتوي على البذور من الغلاف الخارجي والبذر تحت سطح التربة مباشرة. يمكن أن تستغرق البذور عدة أشهر لتنبت. تتطلب معظم الأنواع التبريد التنضيد، وبعضها مثل النسرين ينبت فقط بعد مرحلتين من البرد الشتوي.

## الاستخدام

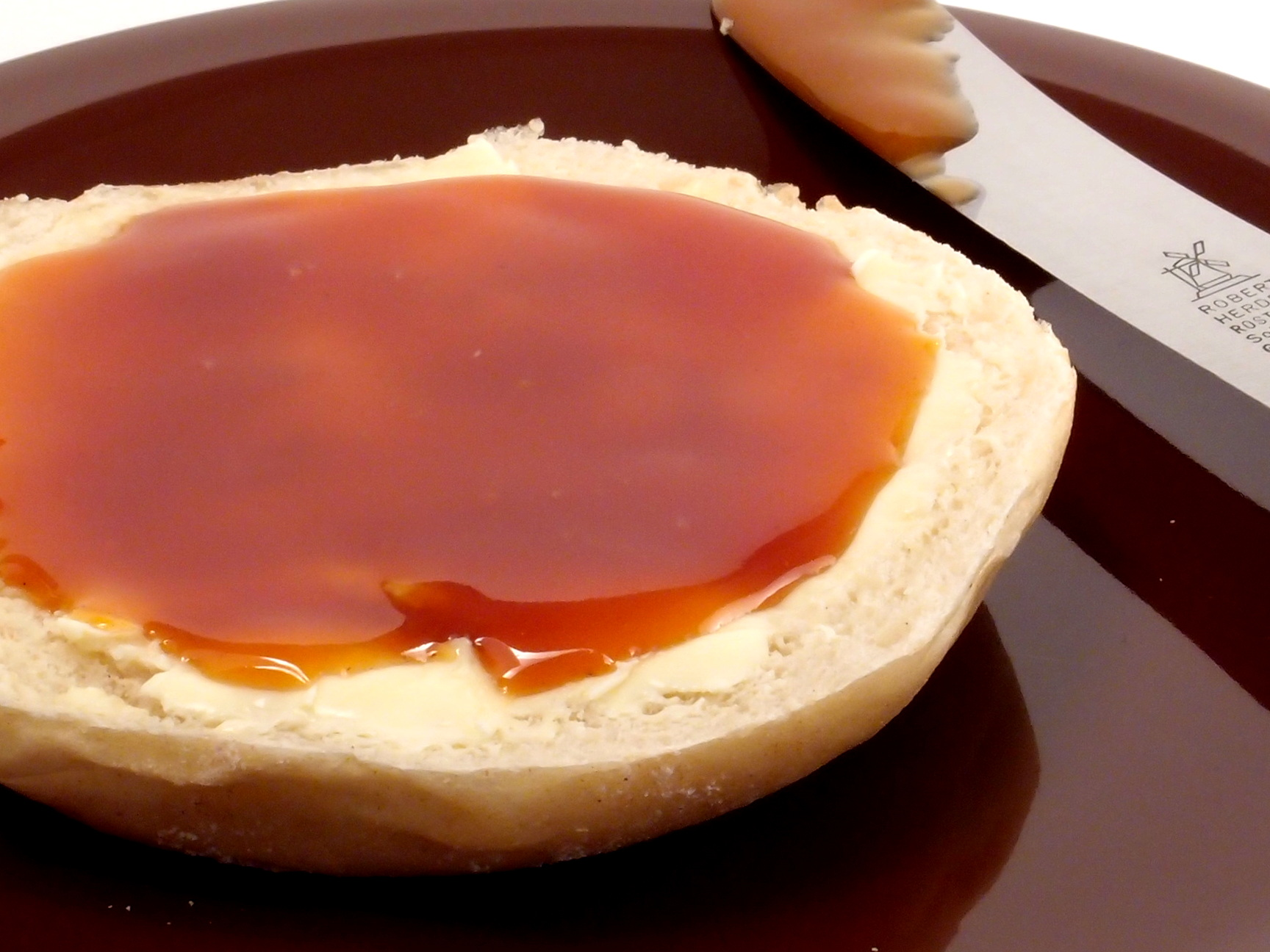
مربى الدليك على لفافة خبز

تستخدم الدليك في الخبز والفطائر والمربى والفاكهة المحفوظة المرملاد والشراب والحساء والشاي والنبيذ والمشروبات الأخرى. يمكن أن يؤكل الدليك نيئًا إذا حُرِصَ على تجنب الشعر داخل الفاكهة. يتم استخدام الشعر مسحوقًا للحكة.
يُزرع عدد قليل من أنواع الورد أحيانًا من أجل القيمة التزيينية لثماره، مثل Rosa moyesii، التي تحتوي على فواكه بارزة وكبيرة الحجم على شكل زجاجة حمراء. الورد كبير الأوراق لديها أكبر الثمار من أي وردة متاحة بسهولة.
يشيع استخدام ثمار الورد البري في شاي الأعشاب، وغالبًا ما يمزج مع الكركديه. ويستخلص الزيت من البذور. حساء الدليك يحظى بشعبية خاصة في السويد. رودوميل، أحد أنواع البتع (Rohdomel)، يصنع بإضافة الدليك إليه.
يمكن استخدام الدليك أيضًا لصنع أحد أنواع البراندي الثمري التقليدي المشهور في المجر ورومانيا ودول أخرى تشترك في التاريخ النمساوي المجري. والدليك هو المكون الرئيسي للقُقْتَة المشروب الغازي الوطني لسلفنية بطعم الفواكه.
يُباع الدليك المجفف أيضًا لأغراض الحرف اليدوية والعطور المنزلية. قبائل الأنوبياك تمزج الدليك مع الرباطية ثلاثية الفصوص والكشمش المنقعي وتغليهم لتصنع شرابًا منهم.